# Ignazio Cerio
Ignazio Cerio (Giulianova, 28 febbraio 1840 – Isola di Capri, 1º maggio 1921) è stato un medico, archeologo e naturalista italiano.

## Biografia
Nato da Pasquale e da Raffaella Fossi; si laureò in medicina nel 1860 e, seguendo il consiglio del padre, iniziò la carriera militare che però abbandonò nel 1869 per andare a vivere nell'isola di Capri.
 
Curioso e intraprendente per natura, seguì il suggerimento dell’amico archeologo Carlo Bonucci cominciando accurate ricerche per individuare tracce e testimonianze dell’epoca paleolitica. Ricerche che tuttavia abbandonò per dedicarsi allo studio della flora e della fauna marina dell'isola che lo affascinavano. Quindi si aggregò volentieri ad un gruppo di naturalisti che, per conto della scuola napoletana di storia naturale, si stavano in quel tempo interessando alla fauna del golfo di Napoli.

Per aiutare le loro ricerche il Cerio attrezzò una draga mediante la quale esplorava il fondo marino recuperando materiale che forniva loro, facilitando e praticamente guidando le loro ricerche, i cui risultati furono dichiarati notevoli. 
Nel 1874 collaborò alle ricerche dell'aracnologo Pietro Pavesi e scoprì, tra l'altro, la lucertola verde dei faraglioni, chiamata poi “Lacerta faraglionensis” e anche il “Liocranum Cerioi” un aracnide che da lui prese il nome.  Nel 1885 condusse scavi nella Grotta delle Felci riuscendo a portare alla luce una abitazione databile al neolitico e ritrovando resti umani ed animali, oltre ad armi ed utensili coevi; materiale che fu donato al Museo di antropologia di Napoli.
 
Proseguendo in queste ricerche nel 1906 scoprì, all'interno della valletta di Tragara, testimonianze di insediamenti umani relativi al Paleolitico. Ne diede immediatamente notizia all’antropologo Luigi Pigorini, tramite il quale il materiale ritrovato fu donato al Museo kircheriano di Roma diretto dallo stesso Pigorini il quale descrisse e valutò favorevolmente le scoperte del Cerio e ne difese la genuinità scientifica, contro le critiche ad esse mosse dall'antropologo Ignazio Dall'Osso.
 
Nel 1870 fondò il "Cimitero acattolico" di Capri. Ma era pure medico e tra l'altro, nel 1873 si prodigò per alleviare le sofferenze della popolazione nel corso della epidemia di colera che aveva colpito Capri. Si sposò con Elisabeth Grimmer dalla quale ebbe tre figli, Giorgio (1865-1943) che fu medico come il padre, Arturo (1868-1931) che fu pittore, Edwin (1875-1960) che fu ingegnere e scrittore.
 Ignazio Cerio morì a Capri il 1º maggio 1921.

In suo onore il figlio Edwin e la nuora Mabel Norman Cerio fondarono nel 1960 a Capri il "Centro Caprense di Vita e Studi Ignazio Cerio" che comprende il museo archeologico-naturalistico Museo del centro caprense Ignazio Cerio con molti reperti rinvenuti da Ignazio Cerio.